# Österreichischer Genossenschaftsverband
Der Österreichische Genossenschaftsverband // Schulze-Delitzsch (ÖGV) ist Interessenvertretung und Revisionsverband für den Volksbanken-Verbund und rund 150 Waren-, Dienstleistungs-, Konsum- und Produktiv-Genossenschaften, die ihm als Mitglieder angehören.
Der Verband in der Rechtsform eines Vereins wurde 1872 als Allgemeiner Verband der auf Selbsthilfe beruhenden Erwerbs- und Wirtschaftsgenossenschaften in Österreich in Wien gegründet. Die Führung des Verbandes obliegt dem  Verbandsvorstand. Der Verbandsrat, der im Wesentlichen die Aufgaben eines Aufsichtsrats wahrnimmt, besteht aus Mitgliedern der Gruppen Volksbank und Ware und Dienstleistung. Dem Verband gehören sowohl Banken als auch Waren-, Dienstleistungs- und Produktivgenossenschaften an. Weitere Mitglieder haben den Status als „außerordentlich“ und „korrespondierend“.

## Geschichte
Der Vorläufer des heutigen ÖGV war der 1872, also noch vor der Schaffung des österreichischen Genossenschaftsgesetzes von 1873 gegründete Allgemeine Verband der auf Selbsthilfe beruhenden Erwerbs- und Wirtschaftsgenossenschaften in Österreich. Nach einer turbulenten Gründungsphase und der Vereinigung mit einem etwa gleichzeitig gegründeten konkurrierenden Verband wurde er über Jahrzehnte von den Verbandsanwälten Hermann Ziller (Funktionsperiode 1874–1892) und Karl Wrabetz (1892–1919) geprägt.
Ziller und die anderen Verbandsgründer sahen sich dem unbedingten Grundsatz der Selbsthilfe im Sinne von Hermann Schulze-Delitzsch verpflichtet, und diese Tradition blieb auch gewahrt. Ungeachtet der Tatsache, dass noch gegen Ende des 19. Jahrhunderts die Staatshilfe vor allem im Bereich der ländlichen Genossenschaften an Bedeutung gewann (was sich in der Zwischenkriegszeit noch verstärken sollte) blieb der Allgemeine Verband auf der Schulze Delitzschen Linie. Dies hatte auch zur Folge, dass sich die politisierten Arbeiterkonsumgenossenschaften zu Anfang des 20. Jahrhunderts vom Allgemeinen Verband lösten und ihren eigenen Prüfungsverband, den Zentralverband österreichischer Konsumvereine, bildeten, wobei die bürgerlichen Konsumgenossenschaften wie der Erste Wiener Consum Verein jedoch weiterhin bis 1933 im Allgemeinen Verband verblieben.
In der Ersten Republik war es dem Verband und seinem Verbandsanwalt Otto Neudörfer besonders angelegen, im eigenen Bereich der gewerblichen Waren- und Kreditgenossenschaften die Verbandseinheit zu erzielen. Dieses unter großen Mühen realisierte Ziel musste unter der NS-Herrschaft durch Zerschlagung in einen alpenländischen und einen donauländischen Verband kurzfristig wieder preisgegeben werden, erst nach 1945 konnte wieder eine ruhige und gedeihliche Entwicklung einsetzen.

## Die Leitung des Verbandes

### Verbandspräsidenten (ab 1962)
Im Zuge der Strukturreform zu Beginn der 1960er-Jahre wurde der Verbandsausschuss (heute Verbandsrat) geschaffen, dessen Vorsitz der Verbandspräsident führt. Seit 1972 wird der Verbandspräsident vom Verbandstag für die Dauer von fünf Jahren gewählt.
- Karl Lakowitsch (1961 bis 1968), Ehrenpräsident (1969 bis 1975)
- Josef Scherrer (1968 bis 1986), Ehrenpräsident (1987 bis 1989)
- Gerhard Ortner (1986 bis 2001), Ehrenpräsident (2002 bis dato)
- Werner Eidherr (2001 bis 2012)
- Heribert Donnerbauer (2012 bis Nov. 2016)
- Gerhard Hamel (Nov. 2016 bis Mai 2018)

Seit 2018 fungiert jeweils für ein Jahr alternierend eine Person aus dem Kreis der Volksbanken und dem Kreis der Warengenossenschaften:
- Franz Reischl (Mai 2018 bis Mai 2019)
- Gerhard Hamel (Mai 2019 bis September 2020)
- Franz Reischl (September 2020 bis September 2021)
- Gerhard Hamel (September 2021 bis Mai 2022)
- Clemens Pig (Mai 2022 bis Mai 2023)
- Gerhard Hamel (Mai 2023 bis Mai 2024)
- Clemens Pig (Mai 2024 bis dato)

### Vorstand (ab 1962)
Der Verband erhielt zu Beginn der 1960er-Jahre eine neue Struktur, wobei neben einem aus hauptamtlichen Mitgliedern bestehender Verbandsvorstand ein aus ehrenamtlichen Mitgliedern bestehender Verbandsausschuss eingerichtet wurde. Es wurden 1962 neben der Verbandsanwaltschaft die Vorstandsbereiche für die Kreditgenossenschaften (später Prüfung Kreditgenossenschaften) sowie die Waren- und Dienstleistungsgenossenschaften geschaffen.
1972 wurde im Hinblick auf die ständig wachsenden Aufgaben in der Satzung die Möglichkeit zur Bestellung eines vierten Vorstandsmitglieds geschaffen. Ab Februar 2015 bestand der Vorstand aus zwei, ab 1. Jänner 2020 aus drei Mitgliedern. Seit Mitte 2024 wird der Verband wieder von zwei Vorstandsmitgliedern geleitet.
Vorstandsmitglieder (chronologisch)
- Franz Groß (1/2020 bis 6/2024)
- Peter Haubner (1/2018 bis dato)
- Wolfgang Schmidt (interimistisch 7/2017 bis 12/2017)
- Robert Makowitz, Vorstandsmitglied (1/2017 bis dato)
- Heribert Donnerbauer, Vorstandsmitglied (11/2016 bis 5/2017)
- Walter Reiffenstuhl, Vorstandsmitglied (12/2015 bis 3/2017)
- Christian Pomper, Verbandsanwalt, (3/2015 bis 11/2016)
- Margareta Steffel (2001 bis 2014)
- Rainer Borns (2001 bis 2012)
- Bernd Spohn, Vorstandsdirektor (1999 bis 12/2015)
- Hans Hofinger (1985 bis 2/2015)
- Walter Brandner (1985 bis 2001)
- Gerold Piringer (1985)
- Gerhard Schinko (1979 bis 1984)
- Oskar Wladarsch (1973 bis 1997)
- Stiglbauer (1968 bis 1972)
- Paul Störck (1965 bis 1984)
- Erik Wintersberger (1963 bis 1972)
- Hermann Reihs (1962 bis 1968)
- Josef Zahn (1962 bis 1963)

### Ehrenamtlicher Vorstand (bis 1962)
Nach der Wiedererrichtung des Österreichischen Genossenschaftsverbandes nach dem Ende des Zweiten Weltkriegs wurde die Leitung des Verbandes durch einen ehrenamtlichen Vorstand und einen hauptamtlichen Verbandsdirektor repräsentiert.
- Karl Lakowitsch (1946 bis 1961), Vorstandsobmann und anschließend bis 1968 Verbandspräsident
- Stadler (1945 bis 1961 Vorstandsmitglied und Stellvertreter des Vorstandsobmanns, ab 1961 Ehrenobmann des Verbandes)

### Ehrenamtlicher Aufsichtsrat (bis 1955), dann Kontrollausschuss und später Verbandsrat
- Rudolf Deibl, Abgeordneter zum Landtag und Wiener Gemeinderat (1946)

### Verbandsdirektoren und öffentliche Verwalter
- Josef Zahn (mehrfach interimistisch)
- Josef Rois öffentlicher Verwalter (1945/1946), Verbandsdirektor (1946 bis 1961)
- Franz Gild (1942 bis 1946) Alpenländischer Genossenschaftsverband
- Meinrad Natmeßnig (1938 bis 1941) Alpenländischer Genossenschaftsverband
- Paul Poindecker (1938 bis 1945), Donauländischer Genossenschaftsverband

### Ausschuss-Vorsitzende (Enger Ausschuss, Gesamtausschuss)
- Florian Födermayr (1935 bis 1938)
- Friedrich Schmid (1933 bis 1935)
- Josef Gerhold (1923 bis 1933)
- Ludwig Vogler (1913 bis 1922)
- Albert Werunsky (1892 bis 1912)
- Gustav von Portheim (1879 bis 1891)
- Johann Schwegler (1872 bis 1876)

### Verbandsanwälte
- Peter Haubner (2018 bis dato)
- Wolfgang Schmidt (2017, interimistisch)
- Heribert Donnerbauer (2016 bis 2017, interimistisch)
- Christian Pomper (2015 bis 2016)
- Hans Hofinger (1985 bis 2015)
- Paul Störck (1973 bis 1984)
- Erik Wintersberger (1968 bis 1973)
- Hermann Reihs (1964 bis 1968)
- Josef Zahn (1962 bis 1963)
- Josef Rois (1946 bis 1961)
- Karl Rehling (1933 bis 1937)
- Otto Neudörfer (1920 bis 1932)
- Karl Wrabetz (1892 bis 1919)
- Hermann Ziller (1872 bis 1892)